# Stipa subsessiliflora
Stipa subsessiliflora är en gräsart som först beskrevs av Franz Josef Ivanovich Ruprecht, och fick sitt nu gällande namn av Roman Julievich Roshevitz. Stipa subsessiliflora ingår i släktet fjädergrässläktet, och familjen gräs. Inga underarter finns listade i Catalogue of Life.